# Panavia Tornado

Tekening Tornado

De Panavia Tornado is een multirole gevechtsvliegtuig. Het is uitgerust met geavanceerde apparatuur en sensoren die het geschikt maken om overdag en 's nachts penetratiemissies op zeer lage hoogten uit te voeren onder alle mogelijke weersomstandigheden.
De Tornado is uitgerust met zwenkvleugels. Vanwege zijn rol was het noodzakelijk dat het toestel goede vliegeigenschappen heeft bij hoge en lage snelheid. Bij lage snelheden staan de vleugels recht en bij een hoge snelheid zwaaien de vleugels naar achteren tot een geveegde of deltavleugel.
De bemanning bestaat uit een vlieger en een weaponscontroller. De voortstuwing wordt verzorgd door twee Turbo Union RB199 Mk102-turbofans. Het kan, afhankelijk van de rol waarvoor het toestel wordt ingezet, een zeer uiteenlopend pakket aan bewapening meevoeren, variërend van gewone bommen tot de WE.177 (RAF) of de B61 (Luftwaffe) en (AMI) atoombom.

## Geschiedenis en ontwikkeling
In 1968 ontstond bij diverse NAVO-landen de behoefte aan een toestel dat multifunctioneel kon worden ingezet.
Voor de ontwikkeling en de productie van dit toestel, toen nog aangeduid als Multi Role Combat Aircraft (MRCA), werd in 1969 het Panavia-consortium opgericht, bestaande uit het Britse BAE Systems, het Duitse DASA en het Italiaanse Alenia Aeronautica.
Tevens werd het Turbo Union Ltd-consortium opgericht; dit consortium werd verantwoordelijk voor het ontwerp en de ontwikkeling van de motoren van de MRCA. Turbo-Union is een samenwerkingsverband van drie Europese fabrikanten van vliegtuigmotoren, FiatAvio, MTU Aero Engines en Rolls-Royce.
In augustus 1974 vond in Duitsland de eerste MRCA-prototypevlucht plaats en in oktober 1974 vloog het eerste in Engeland gemaakte toestel.
In december 1975 vloog het eerste in Italië gemaakte toestel.
In februari 1977 werd de eerste pre-productieserie afgeleverd.
In juli 1979 werd de eerste productieserie GR Mk1 operationeel verklaard.
In juni 1980 werd de multinationale conversie-eenheid op RAF Cottesmore opgericht gevolgd door die op RAF Honington in 1981.
In januari 1982 werd het eerste Royal Air Force (RAF)-squadron (9 Sqn) operationeel.
In 1983 werden de eerste Aeronautica Militare (AMI) AMI-toestellen geleverd.
In 1986 volgden de eerste Saudische RSAF-toestellen.
In augustus 1988 werd het eerste ECR-prototype afgeleverd.
In mei 1990 was de eerste ECR-versie operationeel bij de Luftwaffe.
In februari 1991 werden Tornado’s ingezet in de Golfoorlog.
In mei 1993 werden de eerste GR4-prototypes getest.
In juli 1993 werd de laatste serie F Mk3 Tornado geleverd.
In oktober 1997 werden de eerste GR4 Tornado’s operationeel bij de RAF.
31 maart 2019 vloog de laatste Tornado voor de RAF.

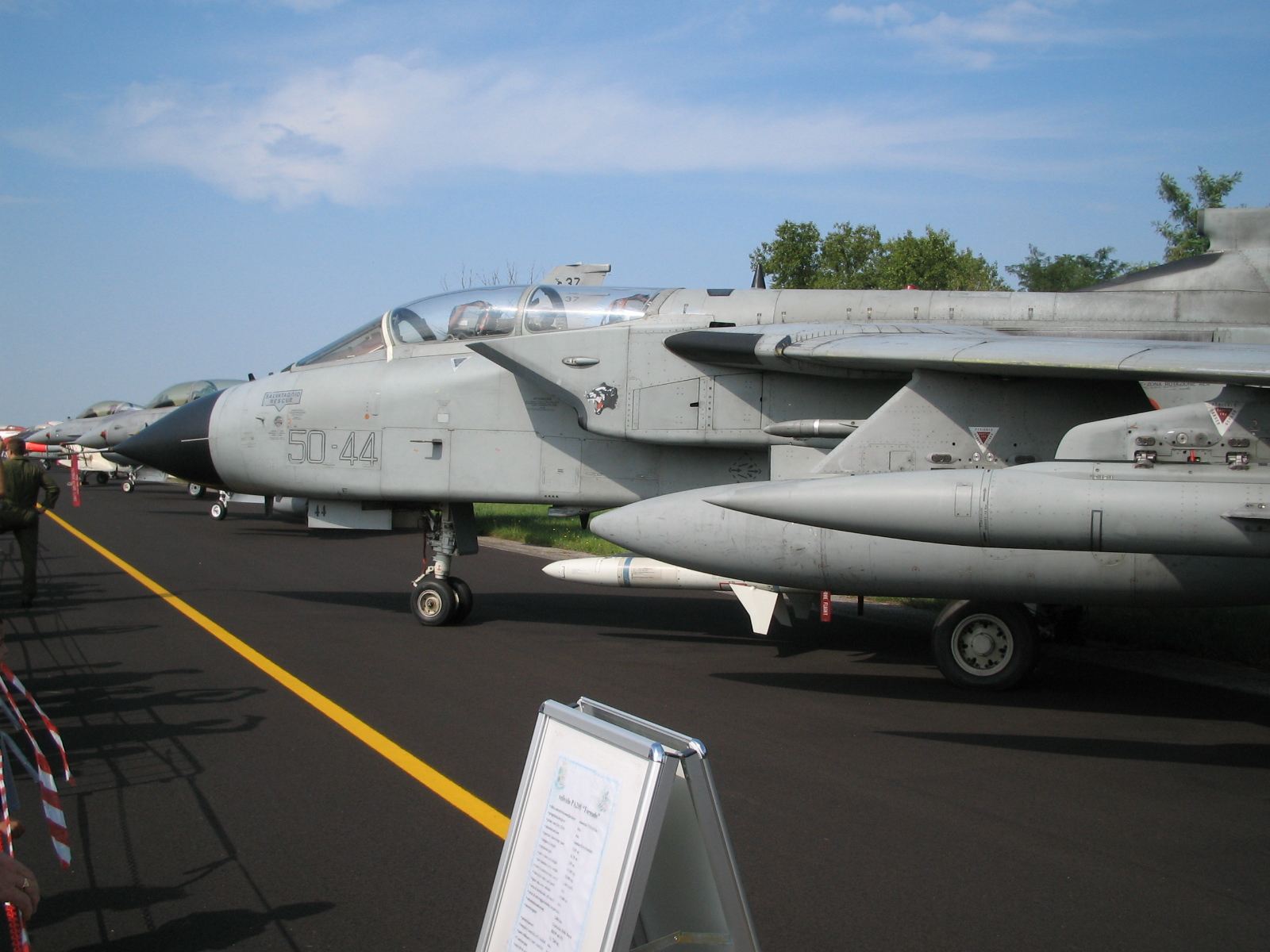
AMI Tornado ECR
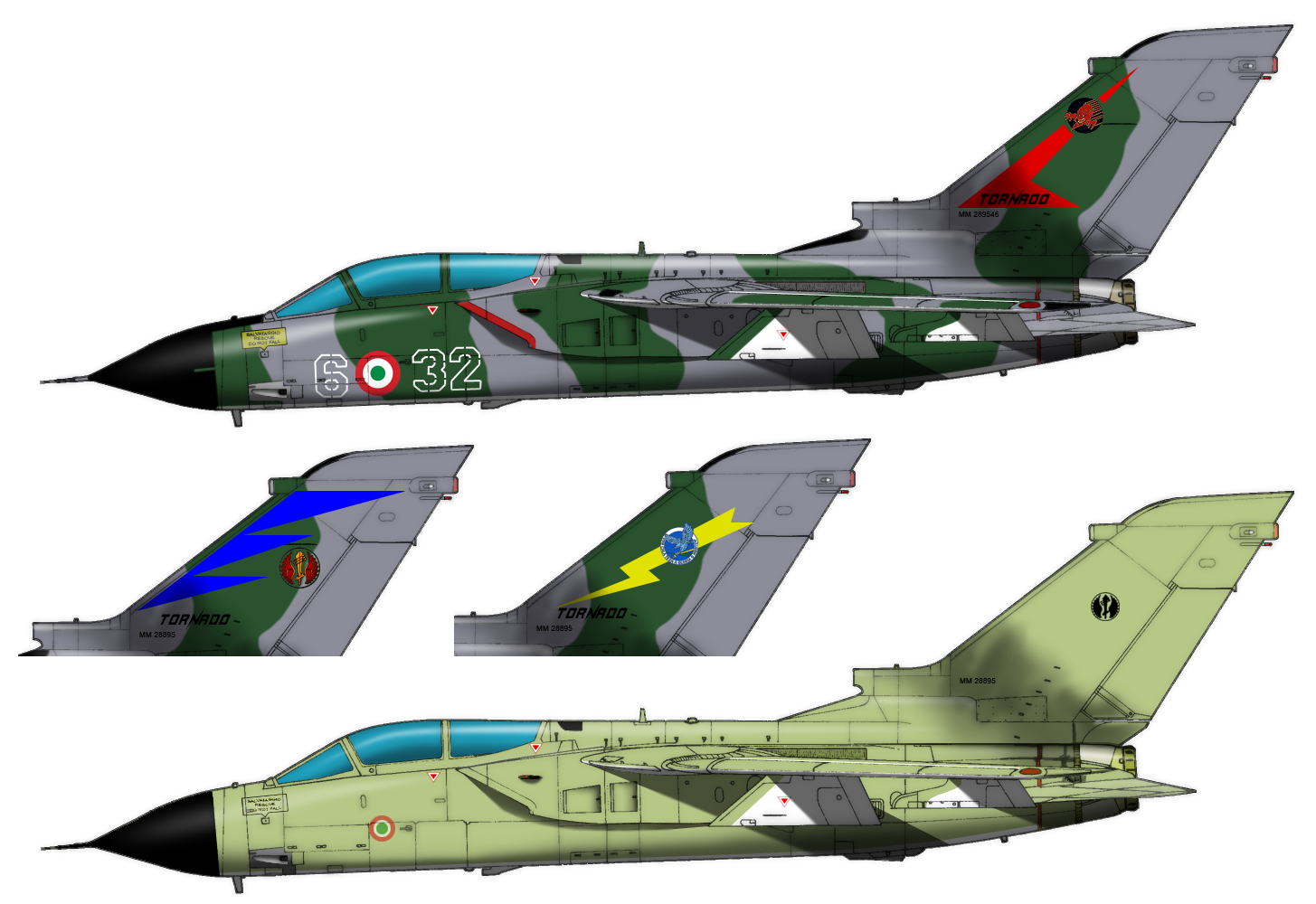
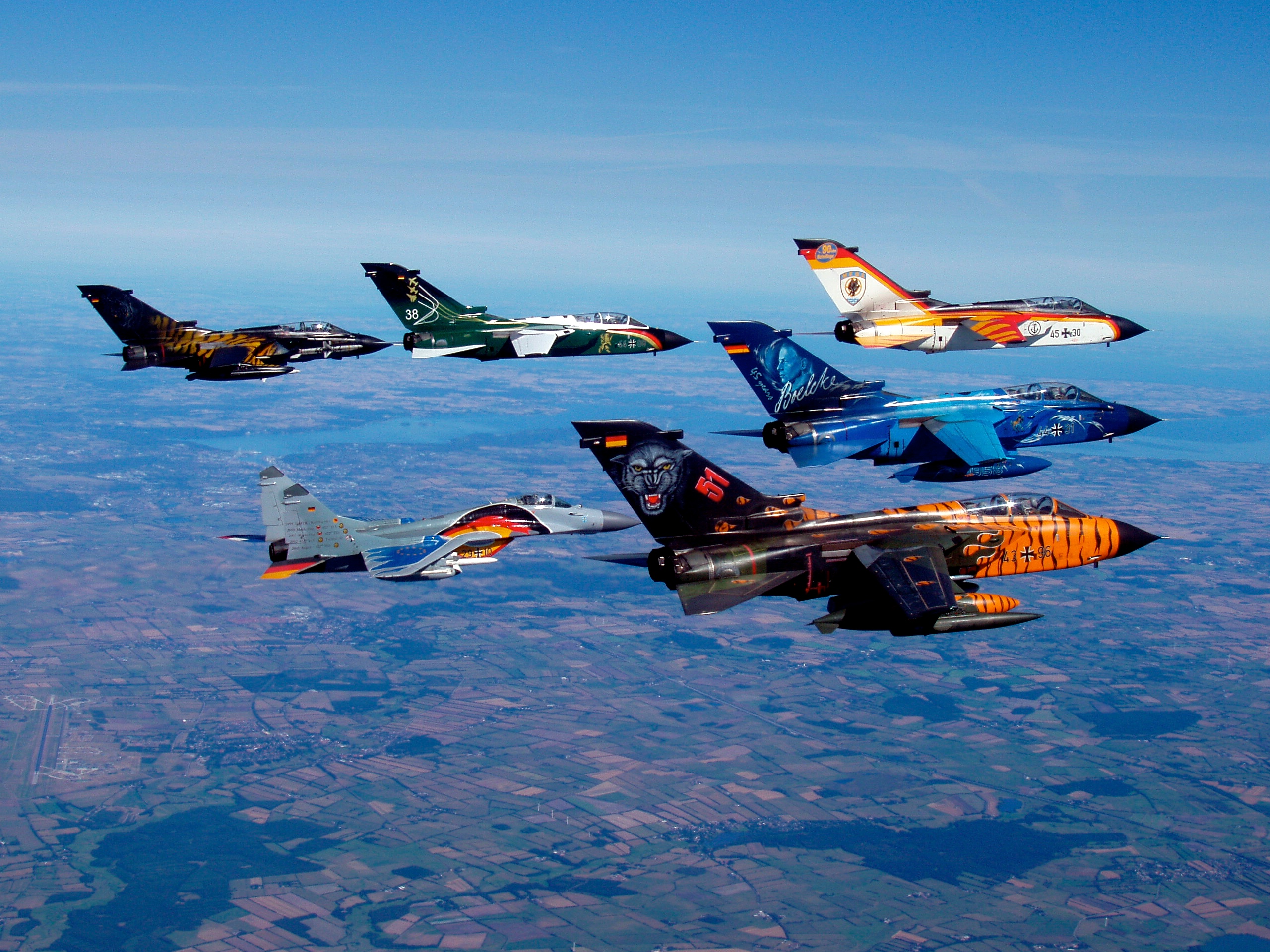
Luftwaffe Tornado 2003

Het vliegtuig is operationeel in:
- de Duitse Luftwaffe en Marineflieger met 290 toestellen in zes Luftwaffe wings, een Marineflieger wing en een testeenheid
- de Italiaanse Aeronautica Militare (AMI) met 90 toestellen in drie wings en een testeenheid
- de Koninklijke Saoedische luchtmacht (RSAF) met 96 toestellen in twee squadrons

Het vliegtuig was operationeel in:
- de Britse RAF met 186 toestellen in elf squadrons, een testeenheid en een conversie-eenheid

## Versies
De versie is helemaal afhankelijk van de rol die aan het toestel wordt toegekend. De Tornado kan in deze zes rollen worden ingezet:
- Air Defense Variant (optreden als luchtverdedigingsjager)
- Electronic Combat Reconnaissance (optreden als verkenner)
- Close Air Support (luchtsteun voor grondtroepen)
- Battlefield Air Interdiction (optreden als luchtoverwichtsjager)
- Suppression of Enemy Air Defences (uitschakelen van luchtafweer)
- Interdiction Strike (bommenwerper)

RAF Tornado GR.Mk 1. De standaard RAF-aanvalsversie van de Tornado IDS. Uitgerust met een gevleugelde extra brandstoftank en laserdoelzoeker onder in de neus.
RAF Tornado GR.Mk 1(T). Tornado GR.1 trainerversie met dubbele bediening in beide cockpits.
RAF Tornado GR.Mk 1A. Verkennerversie van de GR.1 met Vinten 4000 infraroodlinescanvideosysteem onder in de neus.
RAF Tornado GR.Mk 1B. Anti-schip-versie van de GR.1. Geschikt voor afvuren van Sea Eagle-raketten en voor het dragen van 'buddy' in-flight refuelling pods.
RAF Tornado F.Mk 2. Interim luchtverdedigingversie
RAF Tornado F. Mk 3. Hoofdluchtverdedigingversie met AMRAAM- en ASRAAM-raketten; aangepast voor SEAD-rol.
RAF Tornado GR.Mk 4. Mid-Life Update voor de GR.1 met verbeterde avionica en cockpitsystemen.
RAF Tornado GR.Mk 4A. Mid-Life Update voor de GR.1A-versie.
RAF Tornado GR.4B. Mid-Life Update voor de GR.1B-versie.
Luftwaffe/Marineflieger Tornado IDS. Uitgerust met verschillende weapon ejector racks en passende bewapening.
AMI Tornado IDS. Gelijkwaardig aan de Duitse Tornado IDS.
RSAF Tornado IDS. Exportversie van de Tornado IDS voor RSAF. Gelijkwaardig aan de RAF-GR.1-versie.

## Inzet
De RAF en de AMI hebben de Tornado’s grootschalig ingezet in tijdens operatie Desert Storm in 1991 bij riskante aanvallen waarbij Iraakse vliegvelden moesten worden uitgeschakeld. Hierbij werden ook diverse toestellen neergeschoten waarbij de bemanningen krijgsgevangen werden gemaakt of omkwamen.

## Naslagwerk
- (en)   Royal Air Force Historical Society The birth of Tornado (2002} ISBN 0-9530345-0-X